# Premios Daesan de literatura
Los Premios Daesan de literatura ( 대산문학상 () ) son uno de los premios literarios más prestigiosos de Corea del Sur. Se otorgan anualmente a obras seleccionadas de poesía, ficción, drama, ensayo y traducción. Desde 2016, cada galardón incluye un premio monetario de 50 millones de wones. Las obras premiadas suelen traducirse posteriormente del coreano a otros idiomas y publicarse en el extranjero. 

## Ganadores
| Año  | Categoría  | Ganador/a                                    | Título                                                    |
| ---- | ---------- | -------------------------------------------- | --------------------------------------------------------- |
| 1993 | Poesía     | Ko Un                                        | Songs for Tomorrow                                        |
| 1993 | Ficción    | Yi Seungu                                    | The Other Side of Life                                    |
| 1993 | Drama      | O Taeseok                                    | Why Did Shimch'ong Throw Herself Into the Indangsu Twice? |
| 1993 | Ensayo     | Baek Nakcheong                               | Viewpoint of Modern Literature                            |
| 1993 | Traducción | Peter H. Lee                                 | Pine River and Lone Peak                                  |
| 1994 | Poesía     | Lee Hyeonggi                                 | Undying City                                              |
| 1994 | Ficción    | Yi Chong-jun                                 | White Clothes                                             |
| 1994 | Drama      | —                                            | —                                                         |
| 1994 | Ensayo     | Kim Uchang                                   | A Jewel of a Poet                                         |
| 1994 | Traducción | Choe Yun & Patrick Maurus                    | La Place, de Choi In-hun                                  |
| 1995 | Poesía     | Hwang Tong gyu                               | Strong Wind at Misiryong                                  |
| 1995 | Ficción    | Choe Inseok                                  | My Soul's Well                                            |
| 1995 | Drama      | Lee Yuntaek                                  | Yeonsan, A Problematic Person                             |
| 1995 | Ensayo     | Yu Chong-Ho                                  | The Delights of Literature                                |
| 1995 | Traducción | Chung Chong-Hwa & Anthony de Taizé           | The Poet, de Yi Mun-yol                                   |
| 1996 | Poesía     | Chong Hyon-jong                              | The Trees of the World                                    |
| 1996 | Ficción    | Lee Ho-cheol                                 | Southerners and Northerners                               |
| 1996 | Drama      | Kang Baek Lee                                | Diary of a Journey to Yongwo                              |
| 1996 | Ensayo     | —                                            | —                                                         |
| 1996 | Traducción | Kim Mi-Hye & Silvia Bräsel                   | Windbestattun, de Hwang Tong gyu                          |
| 1997 | Poesía     | Kim Chun-su                                  | Possession, Dostoevsky                                    |
| 1997 | Ficción    | Park Wanseo                                  | Was That Mountain Really There?                           |
| 1997 | Drama      | —                                            | —                                                         |
| 1997 | Ensayo     | Kim Byung-Ik                                 | New Writing and Truth of Literature                       |
| 1997 | Traducción | —                                            | —                                                         |
| 1998 | Poesía     | Shin Kyeong-nim                              | Mother's and Grandmother's Silhouette                     |
| 1998 | Ficción    | Kim Joo-young                                | The Skate                                                 |
| 1998 | Drama      | Lee Man-Hee                                  | Turn Around and Leave                                     |
| 1998 | Ensayo     | Cho Nam-Hyon                                 | Literary Discourse in the 1990s                           |
| 1998 | Traducción | —                                            | —                                                         |
| 1999 | Poesía     | Hwang Ji-u                                   | One Day I Will Sit in a Dimly-Lit Bar                     |
| 1999 | Ficción    | Seo Jeong-in                                 | A Man Who I Met in Venice                                 |
| 1999 | Drama      | Noh Kyung-Sik                                | Wind of a Thousand Years                                  |
| 1999 | Ensayo     | Kim Jong-Chul                                | A Poetry Human and an Ecological Human                    |
| 1999 | Traducción | Choi Mi-Kyung & Jean Noël Juttet             | Le Chant de la fidèle Chunhyang                           |
| 2000 | Poesía     | Choi Seungho                                 | Grotesque                                                 |
| 2000 | Ficción    | Lee Yun-gi                                   | Dumulmeori                                                |
| 2000 | Drama      | —                                            | —                                                         |
| 2000 | Ensayo     | Oh Saeng-Keun                                | The House Being Constructed with Nostalgia                |
| 2000 | Traducción | Ko Kwang-Dan & Jean Noël Juttet              | L'Envers de la vie                                        |
| 2001 | Poesía     | Lee SungBoo                                  | Mt. Chiri                                                 |
| 2001 | Ficción    | Hwang Sok Yong                               | The Guest                                                 |
| 2001 | Drama      | Lee Gun-Sam                                  | Magnificent Escape                                        |
| 2001 | Ensayo     | Choi Won-Shik                                | The Return of Literature                                  |
| 2001 | Traducción | Lee In-Sook, Kim Kyung-Hee, & Maryse Bourdin | Talgung by Su Jung-In                                     |
| 2002 | Poesía     | Kim Chi-ha                                   | Flowering                                                 |
| 2002 | Ficción    | Kim Wonu                                     | Nostalgia Essay of a Wayfarer                             |
| 2002 | Drama      | Kim Myung-Hwa                                | The First Birthday                                        |
| 2002 | Ensayo     | Kim Yun-Shik                                 | Dialogue with Our Novel                                   |
| 2002 | Traducción | Yu Young-Nan                                 | Everlasting Empire, de Lee In-hwa                         |
| 2003 | Poesía     | Kim Kwang-kyu                                | The Time We First Met                                     |
| 2003 | Ficción    | Song Ki-won                                  | The Scent of a Human                                      |
| 2003 | Drama      | —                                            | —                                                         |
| 2003 | Ensayo     | —                                            | —                                                         |
| 2003 | Traducción | Kim Edeltrud & Kim Sun-Hi                    | Vogël, de Oh Jung-hee                                     |
| 2004 | Poesía     | Lee Seong-Bok                                | Ah, Mouthless Things                                      |
| 2004 | Ficción    | Yun Heung-gil                                | Road to Soradan                                           |
| 2004 | Drama      | Park Sang-Hyun                               | The Lady Living in Room 405 Is Very Nice                  |
| 2004 | Ensayo     | Hwang Gwang-Soo                              | Finding Road, Making Road                                 |
| 2004 | Traducción | Park Hwang-Bae                               | A vista de cuervo y otros poemas, de Yi Sang              |
| 2005 | Poesía     | Kim Myung-In                                 | Ripple                                                    |
| 2005 | Ficción    | Kim Yeonsu                                   | I'm a Ghost Writer                                        |
| 2005 | Drama      | —                                            | —                                                         |
| 2005 | Ensayo     | Jeong Gwa-Ri                                 | Desire of That Which We Call Literature                   |
| 2005 | Traducción | Francisca Cho                                | Everything Yearned For, de Han Yong-un                    |
| 2006 | Poesía     | Kim Sa-in                                    | Quietly Liking                                            |
| 2006 | Ficción    | Kim Insuk                                    | That Woman's Autobiography                                |
| 2006 | Drama      | Park Keun-hyeong                             | Kyeong-suk, Kyeong-suk's Father                           |
| 2006 | Ensayo     | Choi Dong-ho                                 | Poetic Magic in a Muddy Heaven                            |
| 2006 | Traducción | Jeong Eun-jin & Jacques Batilliot            | Le vieux jardin, de Hwang Sok Yong                        |
| 2007 | Poesía     | Nam Jin-woo                                  | A Lion at 3:00 AM                                         |
| 2007 | Ficción    | Kim Hoon                                     | Namhansanseong                                            |
| 2007 | Drama      | Bae Sam-Sik                                  | A Record of Yeolha                                        |
| 2007 | Ensayo     | Kim Yeong-Chan                               | Ghosts in the Theatre of Criticism                        |
| 2007 | Traducción | Kang Seung-Hee, Oh Dong-Sik, & Torsten Zaiak | Die Geschichte des Herrn Han, de Hwang Sok Yong           |
| 2008 | Poesía     | Kim Hyesoon                                  | Your First                                                |
| 2008 | Ficción    | Gu Hyo-seo                                   | Nagasaki Papa                                             |
| 2008 | Drama      | Jung Bokgeun                                 | A Package                                                 |
| 2008 | Ensayo     | Kim Inhwan                                   | A Crisis of Meaning                                       |
| 2008 | Traducción | —                                            | —                                                         |
| 2009 | Poesía     | Song Chanho                                  | The Evening the Cat Returned                              |
| 2009 | Ficción    | Park Bumsin                                  | Gosanja                                                   |
| 2009 | Drama      | —                                            | —                                                         |
| 2009 | Ensayo     | Lee Kwangho                                  | Anonymous Love                                            |
| 2009 | Traducción | Bruce Fulton, Ju-Chan Fulton, & Gicheong Gim | There a Petal Silently Falls, de Choe Yun                 |
| 2010 | Poesía     | Choe Seungja                                 | Lonely and Faraway                                        |
| 2010 | Ficción    | Park Hyoung-su                               | Nana at Dawn                                              |
| 2010 | Drama      | Choe Jina                                    | Chasuk's Home, 1 Dong 28                                  |
| 2010 | Ensayo     | Kim Chi-su                                   | Wounds and Cures                                          |
| 2010 | Traducción | Choe Ae-young & Jean Bellemin-Noell          | Interdit de folie                                         |
| 2011 | Poesía     | Dalja Shinwon                                | Papers                                                    |
| 2011 | Ficción    | Lim Chul-woo                                 | Farewell Valley                                           |
| 2011 | Drama      | Choi Chieon                                  | Play of Insanity                                          |
| 2011 | Ensayo     | Yeom Moo-woong                               | Literature and Reality of the Era                         |
| 2011 | Traducción | Heidi Kang & Sohyun Ahn                      | Schwertgesang, de Hoon Kim                                |
| 2012 | Poesía     | Paek Musan                                   | All Edges                                                 |
| 2012 | Ficción    | Jung Young Moon                              | The World of a Certain Title of Nobility                  |
| 2012 | Drama      | —                                            | —                                                         |
| 2012 | Ensayo     | Hwang Hyonsan                                | Well-Explained Misfortune                                 |
| 2012 | Traducción | Ko Hyeson & Francisco Karansa                | Los árboles en la cuesta                                  |
| 2013 | Poesía     | Jin Eun-young                                | A Stealing Song                                           |
| 2013 | Ficción    | Kim Sum                                      | Women and Their Evolving Enemies                          |
| 2013 | Drama      | Koh Yeon-ok                                  | Father in a Scabbard                                      |
| 2013 | Ensayo     | —                                            | —                                                         |
| 2013 | Traducción | Choi Yang-hee                                | Jehol Journal, de Bak Jiwon                               |
| 2021 | Poesía     | Kim Eon                                      | Dear Blank Paper                                          |
| 2021 | Ficción    | Choi Eun-young                               | Bright Night                                              |
| 2021 | Drama      | Cha Geun-ho                                  | Man with a Typewriter                                     |
| 2021 | Ensayo     | —                                            | —                                                         |
| 2021 | Traducción | Choi Don-mee                                 | Autobiography of Death, de Kim Hye-soon                   |